# D-Wave Systems
D-Wave Systems Inc. ist ein Hardwarehersteller mit Hauptsitz in Burnaby, British Columbia, Kanada. Das Unternehmen wurde 1999 gegründet und am 11. Mai 2011 durch die Entwicklung des nach seinen Angaben ersten kommerziellen Quantencomputers bekannt.

## Geschichte

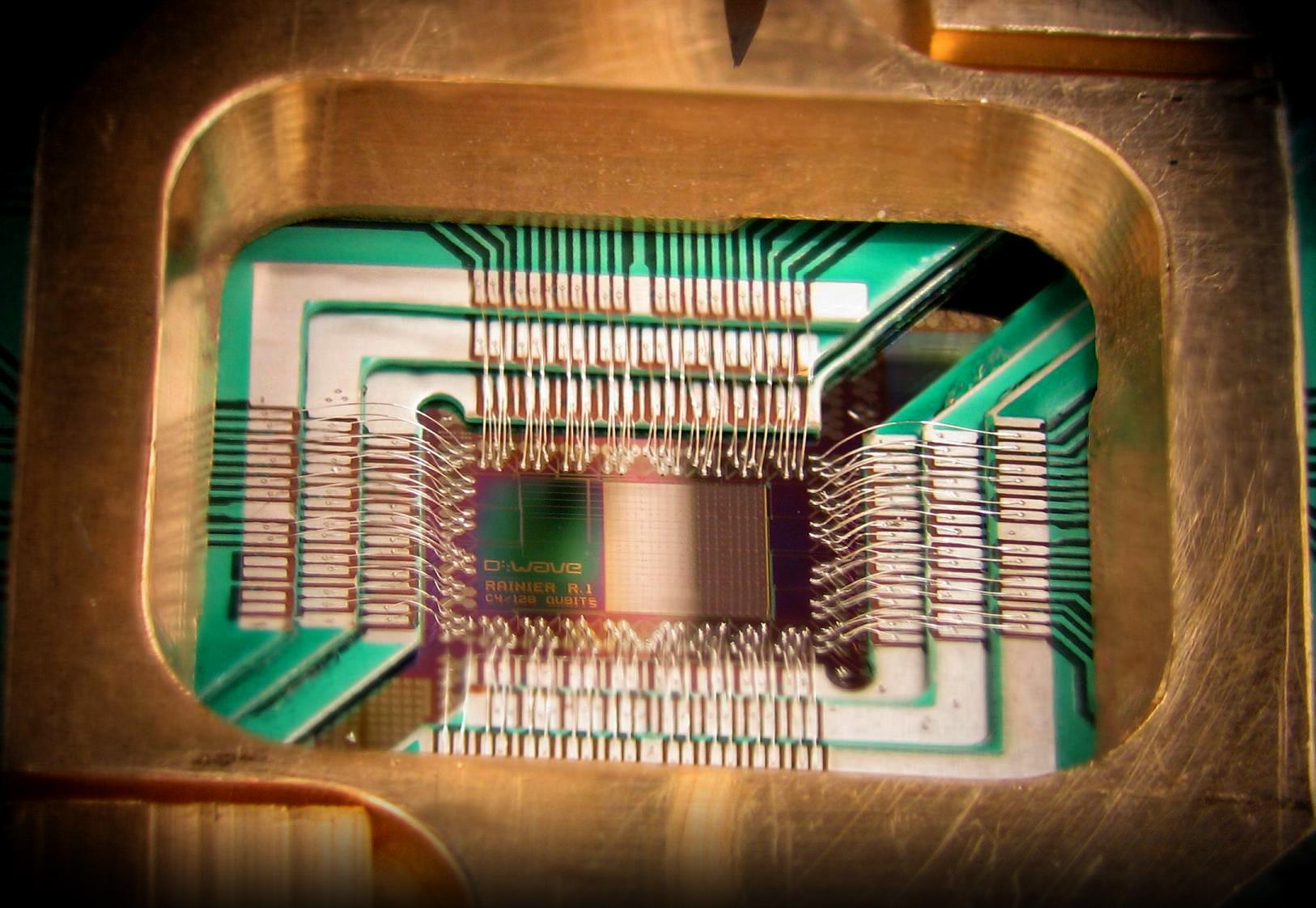
Foto eines Chips, hergestellt von D-Wave Systems Inc. und entworfen für 128-qubit.

D-Wave wurde von Haig Farris, Geordie Rose, Bob Wiens und Alexandre Zagoskin 1999 gegründet.
Sie verkauften 2011 einen Computer mit nach eigenen Angaben 128 Qubits an Lockheed Martin und erhielten daraufhin eine Finanzierung von 30 Millionen Dollar von Jeff Bezos, dem Gründer von Amazon, und dem Unternehmen In-Q-Tel, das dem amerikanischen Geheimdienst CIA zugeordnet wird.
Im Mai 2013 wurde der Kauf eines Quantencomputers von der NASA und Google bekanntgegeben. Dieser Computer soll auf 512 Qbits rechnen können, wobei jedes Qbit durch die Flussrichtung von Strom durch supraleitende Schleifen auf einem Chip dargestellt wird.

## Verlauf und Stand des Quantenvorteils der D-Wave-Quantencomputer
Das System von D-Wave ist kein universeller Quantencomputer, der jegliche Quantenalgorithmen wie beispielsweise den Shor-Algorithmus zur Primfaktorzerlegung ausführen kann. Stattdessen handelt es sich um einen Annealing Quantencomputer, der zur Lösung einer speziellen Klasse von Problemen konzipiert ist, der aber nicht mit der Überklasse der adiabatischen Quantencomputer zu verwechseln ist, die selbst (nicht Gatter-basierte) universelle Quantencomputer sind. Ein Annealing Quantencomputer nutzt Quanteneffekte, insbesondere den Tunneleffekt, um eine spezielle Unterklasse an Problemen potentiell effizienter als klassische Computer lösen zu können, beispielsweise Such-, Sortier- und spezielle Optimierungsprobleme (sogenannte Ising-Modelle). Jedoch werden diese Probleme nur heuristisch, also nicht bestmöglich, gelöst.
Lange Zeit gab es unter Kritikern Zweifel, ob die Quantencomputer von D-Wave bei diesen spezifischen Problemstellungen tatsächlich schneller arbeiten als herkömmliche Computer, die Simulated Annealing verwenden. Eine im Jahr 2013 durchgeführte Leistungsbewertung, angeführt von einer D-Wave nahestehenden Gruppe um Catherine McGeoch, kam zu dem Schluss, dass das D-Wave-System herkömmliche Computer übertreffe. Dieser Vorteil basierte jedoch auf dem Vergleich mit klassischen exakten Algorithmen, während leistungsfähigere heuristische Methoden nicht berücksichtigt wurden. In diesen Vergleichen war das D-Wave-System unterlegen, weshalb zu diesem Zeitpunkt keine Quantenüberlegenheit nachgewiesen werden konnte.
Im Jahr 2014 zeigten Studien von Kunden, dass die D-Wave-Systeme noch keinen klaren Vorteil gegenüber optimierten Algorithmen auf konventioneller Hardware boten. Dies veranlasste Google dazu, eigene Entwicklungen im Bereich der Quantenhardware anzukündigen. Am 8. Dezember 2015 teilte Google in einem Blogpost mit, dass auf einem im Jahr 2013 erworbenen D-Wave-Quantencomputer bestimmte Berechnungen 100 Millionen Mal schneller durchgeführt werden konnten als auf herkömmlichen Computern. Der Einsatz von Quanteneffekten in diesen Berechnungen wurde zunächst 2014 indirekt nachgewiesen, und schließlich Ende 2015 bestätigt.
Die hohe Beschleunigung, die in den frühen Tests demonstriert wurde, betraf sehr spezifische Algorithmen, die gezielt für die Demonstration der Quantenüberlegenheit entwickelt worden waren. Bei realistischeren Algorithmen wurde 2019 immerhin eine Beschleunigung um den Faktor 2600 gemessen. Diese weiterführenden Untersuchungen konnten viele frühere Kritiker weitgehend überzeugen. Dennoch wurde darauf hingewiesen, dass möglicherweise performantere klassische Algorithmen für diese Problemstellungen existieren könnten, auch wenn sie bislang unbekannt sind. Wie es der Kritiker Scott Aaronson ausdrückte, liegt „die Beweislast [einen besseren klassischen Algorithmus zu finden] nun auf Seiten der Zweifler.“ Im Jahr 2021 wurde nachgewiesen, dass klassische, sogar exakte Algorithmen dem D-Wave-2000Q-Quantencomputer (mit 2000 Qubits) überlegen sind. Dies galt selbst für Problemstellungen, die speziell auf die Architektur des Quantencomputers abgestimmt waren.